# خرگوش سفید (لاست)
خرگوش سفید قسمت پنجم مجموعه تلویزیونی لاست می باشد.